# روابط عراق و کره شمالی
روابط عراق و کره شمالی (کره‌ای: 이라크-조선민주주의인민공화국 관계، عربی: العلاقات بین العراق وکوریا الشمالیة). این دو کشور بخشی از آنچه " محور شرارت " نامیده می‌شود، کشورهایی هستند که توسط دولت جورج دبلیو بوش به عنوان مایل به دستیابی به سلاح‌های کشتار جمعی و حمایت از تروریسم همراه با ایران معرفی شدند. عراق در سال ۲۰۰۴ از فهرست کشورهای حامی تروریسم آمریکا کنار رفت.

## تاریخچه

### ۱۹۶۸–۲۰۰۳: همکاری نظامی
روابط رسمی بین دو کشور در سال ۱۹۶۸ پس از به قدرت رسیدن صدام حسین در عراق برقرار شد. رابطه آنها بسیار دوستانه بود، قبل از اینکه به شدت خراب شود و به‌طور رسمی در سال ۱۹۸۰ به دلیل جنگ ایران و عراق پایان یابد. - باتری‌های جنگی هواپیما، اسلحه‌های خودکششی کوکسان و موشک‌های اسکاد. بسیاری از این سلاح‌ها در طول درگیری توسط ارتش عراق ضبط شد.
با وجود این، مذاکرات جدیدی در سال ۱۹۹۹ انجام شد و همکاری عراق و کره شمالی تا سال ۲۰۰۲ برقرار شد. بر اساس گزارش آژانس اطلاعات مرکزی، عراق در واقع ۱۰ میلیون دلار برای دستیابی به موشک‌های بالستیک میان برد ندونگ کره شمالی پرداخت می‌کرد. علاوه بر این، در سال ۲۰۰۱، یک گزارشگر آمریکایی تأیید می‌کند که مهندسان عراق و کره شمالی به‌طور مشترک یک کارخانه موشک در سودان می‌ساختند. با این حال به گفته همان منبع، عراقی‌ها ۴۰۰ میلیون دلار برای این پروژه ساختمانی سرمایه‌گذاری می‌کردند که از طریق صادرات نفت به دست آمده بود. طبق گزارش‌ها، کره شمالی نیز موشک‌های اسکاد را در اختیار عراق قرار داد، در حالی که برنامه بالستیک عراق تا حد زیادی در طی عملیات طوفان صحرا در طول جنگ خلیج فارس در سال ۱۹۹۱ خنثی شد

### سرنگونی صدام حسین
از سال ۲۰۰۴، زمانی که آمریکا به عراق حمله کرد با سرنگونی صدام حسین و تشکیل دولت جدید عراق همراه شد، هنوز روابط دیپلماتیک بین دو کشور برقرار نشده است. سقوط سریع رژیم عراق همچنین کره شمالی را متقاعد کرده است که باید سلاح‌های هسته ای در اختیار داشته باشد.
در ۲۱ سپتامبر ۲۰۱۲، در چارچوب جنگ داخلی سوریه، عراق از عبور هواپیمای کره شمالی حامل سلاح به مقصد ارتش سوریه از حریم هوایی این کشور خودداری کرد.